# Jamie Pace
Jamie Pace (* 1. Januar 1977 in Hammersmith, London) ist ein maltesischer Fußballspieler. Der ehemalige Nationalspieler steht beim Drittligisten Vittoriosa Stars unter Vertrag. 

## Vereinskarriere
Jamie Pace spielte bis 2001 im englischen Amateurfußball für Tooting & Mitcham United, Sutton United, Barton Rovers und Carshalton Athletic, bevor er zu Pietà Hotspurs nach Malta wechselte. Nach Leihzeiten bei den Sliema Wanderers und dem FC Valletta während der Saison 2003/04 spielte er anschließend zwischen 2004 und 2008 für FC Marsaxlokk. Dabei gewann er 2006/07 die maltesische Landesmeisterschaft. Ab 2008 war er wieder für den FC Valletta aktiv. Dort gewann er im Jahr 2011 seine dritte Meisterschaft. Anfang 2012 wechselte er auf Leihbasis bis Saisonende zum FC Balzan, anschließend wurde die Vereinbarung um ein Jahr verlängert. Im Sommer 2013 kehrte er nach Valletta zurück, kam dort aber nicht mehr zum Einsatz. Im Oktober 2013 schloss er sich Gżira United in der First Division an. Am Ende der Saison 2015/16 erreichte er mit seiner Mannschaft den Aufstieg. Pace verließ den Klub jedoch zu Senglea Athletics und spielte weiterhin in der First Division. Anfang 2017 wechselte er zu den Vittoriosa Stars.

## Nationalmannschaft
Pace gab sein Debüt in der maltesischen Nationalmannschaft am 9. Februar 2005 in einem Freundschaftsspiel gegen Norwegen. Sein erstes Länderspieltor gelang ihm im EM-Qualifikationsspiel gegen Bosnien-Herzegowina am 2. September 2006. Neben der Qualifikation zur EM 2008 wirkte Pace auch in den Qualifikationsspielen für die WM 2010 mit. Seinen letzten Einsatz hatte er im EM-Qualifikationsspiel gegen Lettland am 7. Oktober 2011.